# Конти (Сохачевський повіт)
Конти (пол. Kąty) — село в Польщі, у гміні Сохачев Сохачевського повіту Мазовецького воєводства.
Населення — 544 особи (2011).
У 1975-1998 роках село належало до Скерневицького воєводства.

## Демографія
Демографічна структура станом на 31 березня 2011 року:
|          | Загалом | Допрацездатний вік | Працездатний вік | Постпрацездатний вік |
| -------- | ------- | ------------------ | ---------------- | -------------------- |
| Чоловіки | 278     | 52                 | 201              | 25                   |
| Жінки    | 266     | 64                 | 149              | 53                   |
| Разом    | 544     | 116                | 350              | 78                   |